# Симфония № 7 (Брукнер)
Симфония № 7 ми мажор, WAB 107 Антона Брукнера написана в 1881—1883 гг. Премьера состоялась 30 декабря 1884 в лейпцигском городском театре под управлением Артура Никиша и имела небывалый успех, какой на долю Брукнера не выпадал ни до ни после. Наряду с Четвёртой, наиболее популярная и исполняемая симфония.

## Части
1. Allegro moderato. Брукнер говорил, что услышал главную тему во сне и записал её, когда проснулся. Однако тема содержит цитату из Credo мессы ре минор (1864), которую Брукнер в то время перерабатывал.[1]
2. Adagio. Sehr feierlich und sehr langsam. Написано между январём и апрелем 1883 г. Брукнер начал работу над этой частью, предчувствуя скорую кончину Рихарда Вагнера. В этой части задействованы — впервые в симфонии вообще — вагнеровские тубы.[1] По легенде, Брукнер добавил в кульминации удар тарелок, когда пришло известие о смерти Вагнера. По другой версии, добавить этот удар попросил Никиш.[1] Позже в партитуре появилась помета неизвестного лица: «Не сто́ит» (Nicht gelt).
3. Scherzo. Sehr schnell
4. Finale. Bewegt, doch nicht schnell

## Версии

### 1883
Премьерная версия. Брукнер работал над ней с 23 сентября 1881 г. по 10 августа 1883 г. Восстановлению не поддаётся, поскольку дальнейшая правка велась (Брукнером и другими лицами) по единственной беловой рукописи, при этом оригинальный текст местами стёрт.

### 1885
Отдельные изменения были сделаны после премьеры, но до первого издания. Вмешательство Никиша, Франца Шалька и Фердинанда Лёве в подготовку первого издания несомненно, однако степень авторизации их «вклада» точно не установлена. Изменения в основном касаются темпа и оркестровки.
Издание под реакцией Р. Хааса (1944) большей частью компилятивно, поскольку он попытался освободить партитуру от посторонних влияний по автографу 1883 г., содержащему правку более позднего периода. В частности, Хаас отменил ударные (тарелки, треугольник, литавры) в Адажио, утверждая, что это авторское решение.
В издании под редакцией Л. Новака (1954) документально подтверждённые разночтения первого издания сохранены. Изменённые темповые указания взяты в скобки. Удар тарелок сохранён, хотя некоторые исполнители отменяют его.

## Состав оркестра
Деревянные духовые
2 флейты
2 гобоя
2 кларнета (A)
2 фагота
Медные духовые
4 валторны (F)
3 трубы (F)
3 тромбона
туба
4 вагнеровские тубы (2 теноровые B, 2 басовые F) — только во 2-й и 4-й частях; при отсутствии обычно заменяются эуфониумами
Ударные
литавры
тарелки
треугольник
Струнные
I и II скрипки
альты
виолончели
контрабасы
Использование ударных, за исключением 3-й части, крайне ограничено. В 1-й части — раскат литавр в коде. Кульминация 2-й — единственное место, где звучат тарелки и треугольник (с литаврами); это место обычно исполняется в зависимости от предпочтений того или иного дирижёра. В Финале литавры появляются в коротких кульминациях перед кодовым тутти.

## Избранная дискография
Первая коммерческая запись сделана в 1924 г.: Оскар Фрид с Берлинской государственной капеллой; версия 1885 (первое издание).

### Версия 1885 (Хаас)
- Ханс Росбауд с оркестром Юго-Западного радио Германии (1957)
- Франц Конвичный с Лейпцигским оркестром Гевандхауса (1958)
- Бруно Вальтер с симфоническим оркестром «Коламбия» (1961)
- Герберт фон Караян c Венским филармоническим оркестром (1964, 1966, 1973, 1980, 1989) и Берлинским филармоническим оркестром (1969, 1970—1971, 1973, 1975)
- Евгений Мравинский с оркестром Ленинградской филармонии (1967)
- Бернард Хайтинк с Симфоническим оркестром Би-Би-Си (1960-е), оркестром Консертгебау (1966, 1972, 1978, 2006), Венским филармоническим оркестром (1997, 2007), Берлинским филармоническим оркестром (2000) и Саксонской государственной капеллой (2004)
- Серджиу Челибидаке с симфоническим оркестром Шведского радио (1970), симфоническим оркестром Штутгартского радио (1971), Мюнхенским филармоническим оркестром (1984, 1989, 1990, 1994) и Берлинским филармоническим оркестром (1992)
- Гюнтер Ванд с симфоническим оркестром Кёльнского радио (1980), симфоническим оркестром Северогерманского радио (1992, 1999) и Берлинским филармоническим оркестром (1999)
- Георг Тинтнер c Королевским шотландским национальным оркестром (1997)
- Николаус Арнонкур с Венским филармоническим оркестром (1999, 2007)

### Версия 1885 (Новак)
- Отто Клемперер с симфоническим оркестром Баварского радио (1956), Берлинским филармоническим оркестром (1958), Венским филармоническим оркестром (1958), Филармонией (1960) и симфоническим оркестром Северогерманского радио (1966)
- Джордж Селл с Нью-Йоркским филармоническим оркестром (1965) и Венским филармоническим оркестром (1968)
- Юджин Орманди с Филадельфийским оркестром (1968)
- Уильям Стайнберг c Бостонским симфоническим оркестром (1968) и Питтсбургским симфоническим оркестром (1971, 1974)
- Ойген Йохум c Саксонской государственной капеллой (1976)
- Курт Зандерлинг c симфоническим оркестром Датского радио (1977), Венским симфоническим оркестром (1983), филармоническим оркестром Би-Би-Си (1990), оркестром Консертгебау (1991), Немецким симфоническим оркестром Берлина (1994), Бамбергским симфоническим оркестром (1998), симфоническим оркестром Штутгартского радио (1999), симфоническим оркестром Баварского радио (1999) и симфоническим оркестром Кёльнского радио (2000)
- Карло Мария Джулини c Филармонией (1982), Берлинским филармоническим оркестром (1985) и Венским филармоническим оркестром (1986)
- Рикардо Шайи с симфоническим оркестром Берлинского радио (1984)
- Отмар Суитнер с Берлинской государственной капеллой (1989)
- Бернард Хайтинк с Чикагским симфоническим оркестром (2007) и оркестром Консертгебау (2010)

### Версия 1885 (первое издание)
- Яша Горенштейн с Берлинским филармоническим оркестром (1928)
- Артуро Тосканини c Нью-Йоркским филармоническим оркестром (1938)
- Карл Шурихт с Берлинским филармоническим оркестром (1938), симфоническим оркестром Штутгартского радио (1953), симфоническим оркестром Датского радио (1954), симфоническим оркестром Северогерманского радио (1954), оркестром Колонна (1956), оркестром романской Швейцарии (1961), национальным оркестром Франции (1963), Гаагским филармоническим оркестром (1964)
- Ойген Йохум c Венским филармоническим оркестром (1939, 1974, 1980), Берлинским филармоническим оркестром (1952, 1964), оркестром Консертгебау (1970, 1986), Новой филармонией (1974), Мюнхенским филармоническим оркестром (1979) и национальным оркестром Франции (1980)
- Вильгельм Фуртвенглер с Берлинским филармоническим оркестром (1941, 1949, 1951)
- Освальд Кабаста c Мюнхенским филармоническим оркестром (1942)
- Эдуард ван Бейнум с оркестром Консертгебау (1947, 1953)
- Ханс Кнаппертсбуш с Венским филармоническим оркестром (1949) и симфоническим оркестром Кёльнского радио (1963)
- Бруно Вальтер c Нью-Йоркским филармоническим оркестром (1954)
- Шарль Мюнш c Бостонским симфоническим оркестром (1958)